# John Dawson (2e comte de Portarlington)
Pour les articles homonymes, voir Dawson et John Dawson Winter III.
John Dawson, 2e comte de Portarlington (26 février 1781-28 décembre 1845) est un officier de l'armée britannique qui a combattu dans les guerres napoléoniennes.

## Biographie
Il est le fils de John Dawson, 1er comte de Portarlington (1744-1798), qui est créé comte de Portarlington en 1785 et de Caroline Stuart (avant 1763-1813), la cinquième fille de John Stuart.
Il commence sa carrière comme enseigne dans le The Lancashire Fusiliers en mars 1798 et est promu lieutenant en décembre de la même année . Le 24 mars 1800, il est promu capitaine du 46e régiment d'infanterie avant d'être transféré au 23rd Light Dragoons. Après un passage en tant que major dans le 4e bataillon de garnison et en tant que lieutenant-colonel au 10e régiment d'infanterie, il est retourné au 23e dragons le 6 avril 1809. Il sert pendant la campagne de la Péninsule et à la bataille de Talavera.
Après avoir commandé son régiment à la bataille des Quatre Bras les 16 et 17 juin 1815, Dawson ne se présente pas à la tête de ses dragons le matin de la bataille de Waterloo, un jour plus tard, pour une raison inconnue. Bien qu'il ait rejoint les 18e Hussards vers la fin de la bataille et ait pris part à la charge décisive du major général Hussey Vivian, il démissionne de l'armée peu de temps après.
En raison de son amitié avec « Prinnie », le prince régent, plus tard le roi George IV, on lui offre un poste de cornette dans le 23e Dragoons, qu'il accepté et est devient aide de camp du roi avec le grade automatique de colonel.
Il décède à sa résidence de Kennington Road à Lambeth, à Londres, le 28 décembre 1845. Il est enterré à Catacomb B au cimetière de Kensal Green à Londres.
Comme il est mort célibataire et sans descendance, le comté est transmis à son neveu Henry Dawson-Damer, 3e comte de Portarlington (1822-1889).